# 5797 Bivoj
5797 Bivoj eller 1980 AA är en asteroid i huvudbältet som upptäcktes den 13 januari 1980 av den tjeckiske astronomen Antonín Mrkos vid Kleť-observatoriet i Tjeckien. Den är uppkallad efter den Bohemska myten Bivoj.
Asteroiden har en diameter på ungefär 0,4 kilometer och den tillhör asteroidgruppen Amor.